# Sincronizzazione del flash
Nella fotografia, la sincronizzazione del flash, o syncro-flash, è la sincronizzazione del lampo del flash rispetto all'apertura dell'otturatore che convoglia la luce sulla pellicola fotografica o sul sensore di immagine. 
Nelle fotocamere con otturatori meccanici la sincronizzazione è supportata da un contatto elettrico all'interno del meccanismo dell'otturatore, che chiude il circuito al momento opportuno nel processo di apertura dell'otturatore.
Nelle fotocamere digitali elettroniche, il meccanismo è solitamente un circuito di temporizzazione elettronico programmabile, che può, in alcune fotocamere, ricevere input da un contatto dell'otturatore meccanico. 
In un uso creativo, il fotografo di un soggetto in movimento può deliberatamente combinare una bassa velocità dell'otturatore con l'esposizione del flash per registrare il mosso delle regioni con illuminazione ambientale, sovrapposte alle regioni illuminate dal flash.

## Flash sulla seconda tendina
Per “flash sulla seconda tendina” si intende la sincronizzazione del lampo del flash con la chiusura della seconda tendina dell'otturatore. Questa sincronizzazione è l'opposto di quella più comune "sulla prima tendina", in cui il flash produce il proprio lampo nel momento in cui si apre la tendina anteriore. In pratica, il flash sulla seconda tendina viene attivato al termine del periodo di scatto, mentre quello sulla prima viene attivato all'inizio di tale periodo. 
La possibilità di impostare il flash sulla seconda tendina è fornita dalla maggior parte delle fotocamere reflex (sia analogiche che digitali). 
Il flash sulla seconda tendina ha un'importanza particolare negli scatti con tempi di esposizione relativamente lunghi e soggetti in movimento, ovvero negli scatti caratterizzati dall'effetto scia. Tale effetto dipende dal fatto che il soggetto, durante l'apertura dell'otturatore, si è spostato in modo significativo rispetto all'obiettivo. In queste condizioni, e qualora si usi un flash, accade che il lampo prodotto dal flash renda più netta, in quanto più illuminata, la figura del soggetto in quel particolare momento.

Se il flash viene attivato all'inizio del tempo di esposizione, il soggetto verrà colto in modo netto nella sua posizione iniziale, e il suo successivo spostamento formerà una scia nella direzione del suo moto; nell'immagine risultante, tale scia sembrerà quindi precedere il soggetto in movimento. Invertendo la sincronizzazione del flash e facendola coincidere con gli ultimi istanti di esposizione, il soggetto verrà colto in modo netto nella sua posizione finale, e la scia sembrerà quindi seguirlo, con un risultato complessivo che appare generalmente più naturale a chi osserva la foto. 